# Vœllerdingen
Vœllerdingen (deutsch Völlerdingen am Eichelbach) ist eine französische Gemeinde mit 419 Einwohnern (Stand 1. Januar 2021) im Département Bas-Rhin in der Region Grand Est (bis 2015 Elsass).

## Geografie
Vœllerdingen liegt im Norden des Krummen Elsass an der Eichel und gehört zum Kanton Ingwiller.
Die Nachbargemeinden sind Oermingen im Norden, Dehlingen im Osten, Lorentzen im Südosten, Domfessel im Süden, Sarre-Union im Südwesten und Keskastel im Westen.

## Geschichte
Vœllerdingen wurde 1128 erstmals urkundlich erwähnt. Es gehörte im 15. Jahrhundert zur Grafschaft Saarwerden und 1745 bis 1793 zu Nassau-Weilburg.

## Wappen
Wappenbeschreibung: In Silber und Grün geteilt. Oben eine gedrückte eingebogene Spitze mit drei goldenen Muscheln nach der Figur belegt.

## Bevölkerungsentwicklung
| Jahr      | 1962 | 1968 | 1975 | 1982 | 1990 | 1999 | 2007 | 2012 | 2017 |
| Einwohner | 465  | 487  | 456  | 440  | 428  | 416  | 429  | 394  | 398  |